# Eghergher (Mali)
L'Eghergher és un riu normalment eixut (uadi) que circula principalment per la regió de Kidal (Mali). En estar el riu en conques de recepció desèrtiques la pluviometria i el cabal són minsos. La conca receptora abasta el sud d'Algèria i nord de Mali. El recorregut és en sentit nord-sud segons els mapes. Els massissos muntanyosos propers són Ahaggar i Timiaouine en Algèria i Tessalit i Boughessa en Mali.